# Język sauria paharia
Język sauria paharia – język naturalny należący do rodziny języków drawidyjskich. Jest jednym z dwóch wariantów języka malto, używanego w północno-wschodnich Indiach i zachodnim Bangladeszu (drugim jest kumarbhag paharia).